# Tohru Ukawa
Tohru Ukawa (18 de mayo de 1973, Chiba, Japón) es un ex piloto de motociclismo japonés.

## Biografía
Ukawa comenzó su carrera mundialista en 1994, corriendo en el Campeonato Mundial de 250cc.

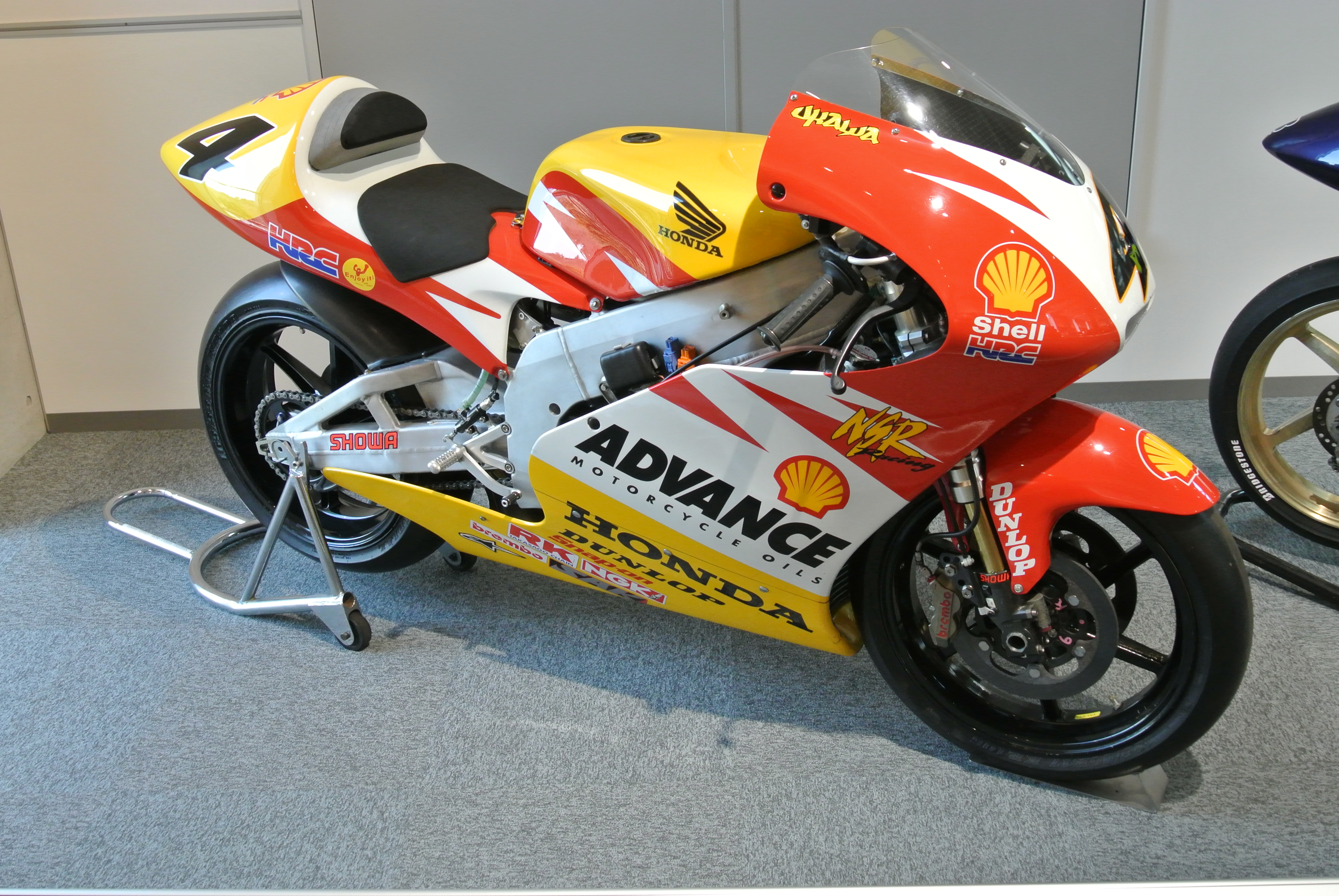
Honda NSR250 de Ukawa de 1999

Terminó segundo detrás de Valentino Rossi en el Campeonato del Mundo de 250cc de 1999, logrando dos victorias y varios podios, mostrando una gran regularidad.
Al siguiente año, en el 2000, no pudo repetir el buen resultado del año anterior. Aunque logró las mismas victorias, dos carreras sin poder puntuar afectaron su posición final en el Mundial, quedando cuarto.
En la 2001, asciende a la categoría de 500cc con el equipo Repsol Honda Team, pilotando una Honda NSR500 y teniendo de compañero al español Àlex Crivillé. Solo pudo conseguir un podio en el GP de Sudáfrica, en la segunda prueba de la temporada. Finalizó el Campeonato en décima posición.
En 2002, la categoría de MotoGP sustituye a la categoría de 500cc. Siguió pilotando para el equipo de fábrica de HRC, el Repsol Honda Team, terminando tercero por detrás de su compañero de equipo Rossi, con una victoria en el Circuito de Phakisa en el Sudáfrica.
En 2003, terminó octavo en la general para el equipo de Sito Pons, Camel-Pons, antes de volver al equipo de fábrica HRC como piloto de pruebas. Ukawa ganó cinco Grandes Premios durante su carrera y es cinco veces ganador de las 8 Horas de Suzuka.
Participó después en varios Grandes Premios sueltos. En el año 2004, lo hizo en el GP de Japón con el equipo HRC, retirándose en la 14.ª vuelta, no pudiendo terminar la carrera. A la siguiente temporada, en 2005, participó en el GP de China a bordo de una Moriwaki MD211F del equipo Moriwaki Racing, finalizando 15.º, consiguiendo un punto, y en el GP de Japón, con su anterior equipo, el Camel-Pons, y nuevamente sin poder finalizar la carrera, retirándose a la segunda vuelta.

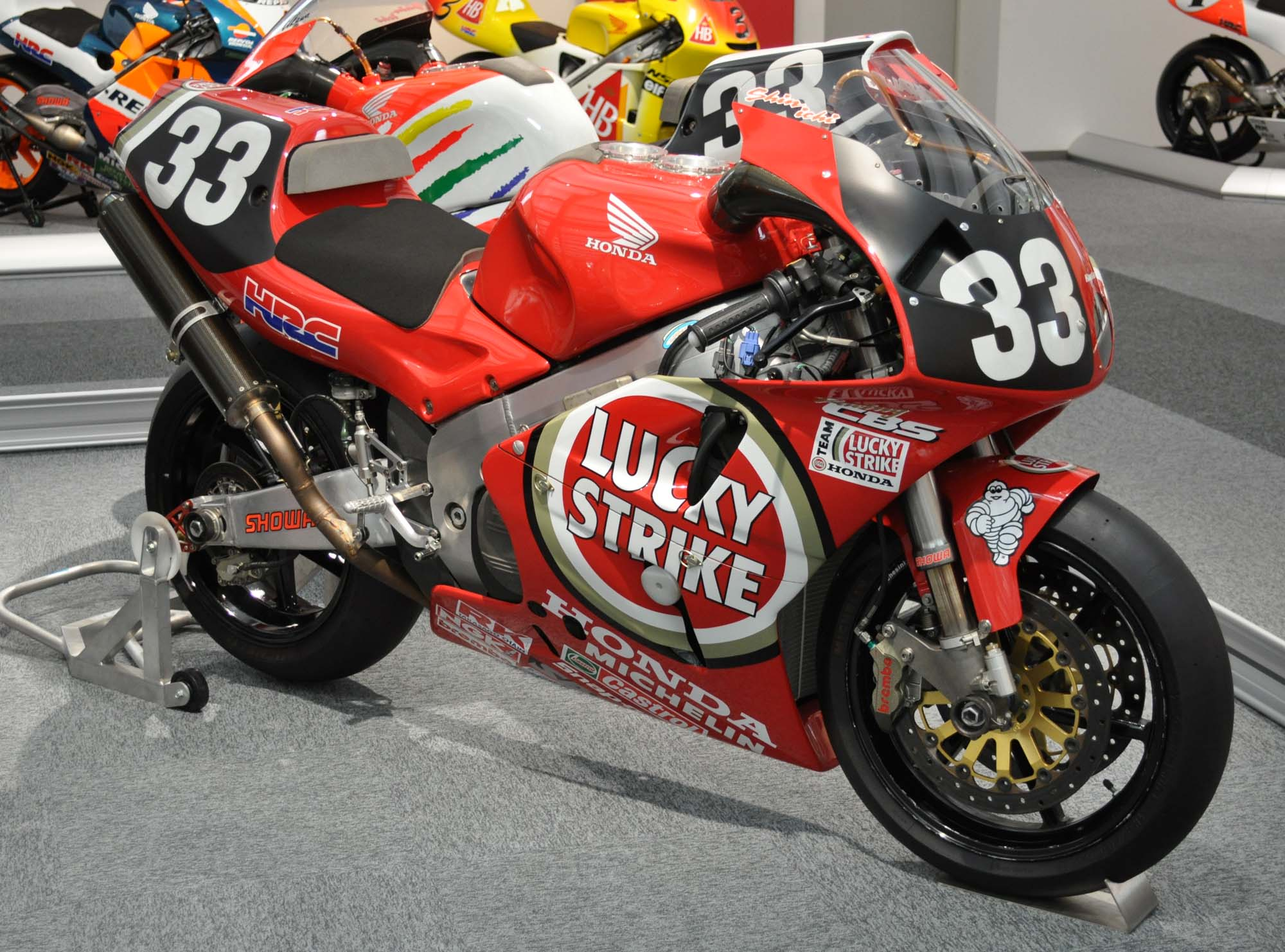
Honda RC45 de Shinichi Ito y Tohru Ukawa en las 8 Horas de Suzuka de 1998

Tohru Ukawa ha sido un participante asiduo de las 8 Horas de Suzuka, siempre con Honda, siendo el piloto más laureado de esta carrera, al ganarla en cinco ocasiones.

## Resultados de carrera

### Campeonato del Mundo de Motociclismo

#### Por temporada
| Temp. | Categoría | Equipo              | Moto            | Carreras | Victorias | Podios | Poles | V. Ráp. | Puntos | Posición |
| ----- | --------- | ------------------- | --------------- | -------- | --------- | ------ | ----- | ------- | ------ | -------- |
| 1994  | 250cc     | Team HRC            | Honda NSR250    | 1        | 0         | 0      | 0     | 0       | 16     | 13.º     |
| 1995  | 250cc     | Team HRC            | Honda NSR250    | 1        | 0         | 0      | 0     | 0       | 0      | -        |
| 1996  | 250cc     | Team HRC            | Honda NSR250    | 14       | 0         | 1      | 0     | 0       | 142    | 5.º      |
| 1997  | 250cc     | Team HRC            | Honda NSR250    | 15       | 0         | 5      | 0     | 0       | 173    | 5.º      |
| 1998  | 250cc     | Benetton Honda      | Honda NSR250    | 15       | 0         | 2      | 0     | 0       | 145    | 4.º      |
| 1999  | 250cc     | Benetton Honda      | Honda NSR250    | 16       | 2         | 11     | 0     | 1       | 261    | 2.º      |
| 2000  | 250cc     | Shell Advance Honda | Honda NSR250    | 16       | 2         | 9      | 0     | 0       | 239    | 4.º      |
| 2001  | 500cc     | Repsol Honda Team   | Honda NSR500    | 16       | 0         | 1      | 0     | 0       | 107    | 10.º     |
| 2002  | MotoGP    | Repsol Honda Team   | Honda RC211V    | 15       | 1         | 9      | 0     | 2       | 209    | 3.º      |
| 2003  | MotoGP    | Camel-Honda Pons    | Honda RC211V    | 16       | 0         | 0      | 0     | 0       | 123    | 8.º      |
| 2004  | MotoGP    | Team HRC            | Honda RC211V    | 1        | 0         | 0      | 0     | 0       | 0      | -        |
| 2005  | MotoGP    | Moriwaki Racing     | Moriwaki MD211F | 1        | 0         | 0      | 0     | 0       | 1      | 27.º     |
| 2005  | MotoGP    | Camel-Honda Pons    | Honda RC211V    | 1        | 0         | 0      | 0     | 0       | 1      | 27.º     |
| Total | 1994-2005 | 1994-2005           | 1994-2005       | 144      | 5         | 38     | 0     | 3       | 1416   |          |

#### Carreras por año
(Carreras en negrita indica pole position, carreras en cursiva indica vuelta rápida)
| Año  | Cat.   | Moto     | 1       | 2       | 3       | 4       | 5       | 6     | 7       | 8       | 9       | 10    | 11      | 12      | 13    | 14    | 15    | 16      | 17    | Pts. | Pos. |
| ---- | ------ | -------- | ------- | ------- | ------- | ------- | ------- | ----- | ------- | ------- | ------- | ----- | ------- | ------- | ----- | ----- | ----- | ------- | ----- | ---- | ---- |
| 1994 | 250cc  | Honda    | AUS -   | MAL -   | JAP 3   | ESP -   | AUT -   | ALE - | NED -   | ITA -   | FRA -   | GBR - | CZE -   | USA -   | ARG - | EUR - |       |         |       | 16   | 19.º |
| 1995 | 250cc  | Honda    | AUS -   | MAL -   | JAP Ret | ESP -   | ALE -   | ITA - | NED -   | FRA -   | GBR -   | CZE - | RIO -   | ARG -   | EUR - |       |       |         |       | 0    | -    |
| 1996 | 250cc  | Honda    | MAL Ret | IDN 7   | JAP 5   | ESP 5   | ITA Inj | FRA 4 | NED Ret | ALE 10  | GBR 5   | AUT 4 | CZE 4   | IMO 3   | CAT 4 | RIO 4 | AUS 4 |         |       | 142  | 5.º  |
| 1997 | 250cc  | Honda    | MAL 6   | JAP 2   | ESP Ret | ITA Ret | AUT 5   | FRA 5 | NED 4   | IMO 3   | ALE 6   | RIO 3 | GBR 5   | CZE 5   | CAT 3 | IDN 2 | AUS 8 |         |       | 173  | 5.º  |
| 1998 | 250cc  | Honda    | JAP Ret | MAL 2   | ESP 4   | ITA 7   | FRA Ret | MAD 2 | NED 5   | GBR 4   | ALE Ret | CZE 5 | IMO 4   | CAT 5   | AUS 5 | ARG 4 |       |         |       | 145  | 4.º  |
| 1999 | 250cc  | Honda    | MAL 2   | JAP 2   | ESP 2   | FRA 1   | ITA 3   | CAT 2 | NED 4   | GBR 4   | ALE Ret | CZE 3 | IMO 12  | VAL 1   | AUS 3 | RSA 4 | RIO 2 | ARG 2   |       | 261  | 2.º  |
| 2000 | 250cc  | Honda    | RSA 3   | MAL Ret | JAP 2   | ESP 3   | FRA 1   | ITA 6 | CAT 2   | NED 1   | GBR 4   | ALE 2 | CZE 2   | POR Ret | VAL 4 | BRA 2 | PAC 5 | AUS 6   |       | 239  | 4.º  |
| 2001 | 500cc  | Honda    | JAP Ret | RSA 3   | ESP 5   | FRA Ret | ITA 7   | CAT 7 | NED 8   | GBR 16  | ALE Ret | CZE 5 | POR Ret | VAL 6   | PAC 5 | AUS 5 | MAL 5 | RIO Ret |       | 107  | 10.º |
| 2002 | MotoGP | Honda    | JAP Ret | RSA 1   | ESP 3   | FRA 2   | ITA 3   | CAT 2 | NED 5   | GBR Les | ALE 3   | CZE 3 | POR 3   | RIO Ret | PAC 4 | MAL 4 | AUS 3 | VAL 5   |       | 209  | 3.º  |
| 2003 | MotoGP | Honda    | JAP 20  | RSA 6   | ESP 4   | FRA 7   | ITA 6   | CAT 6 | NED 12  | GBR Ret | ALE 6   | CZE 8 | POR 5   | RIO 7   | PAC 7 | MAL 7 | AUS 5 | VAL Ret |       | 123  | 8.º  |
| 2004 | MotoGP | Honda    | RSA -   | ESP -   | FRA -   | ITA -   | CAT -   | NED - | RIO -   | ALE -   | GBR -   | CZE - | POR -   | JAP Ret | QAT - | MAL - | AUS - | VAL -   |       | 0    | -    |
| 2005 | MotoGP | Honda    | ESP -   | POR -   |         | FRA -   | ITA -   | CAT - | NED -   | USA -   | GBR -   | ALE - | CZE -   | JAP Ret | MAL - | QAT - | AUS - | TUR -   | VAL - | 1    | 27.º |
| 2005 | MotoGP | Moriwaki |         |         | CHN 15  |         |         |       |         |         |         |       |         |         |       |       |       |         |       | 1    | 27.º |

### Resultados en las 8 Horas de Suzuka
| Año  | Equipo                     | Copiloto         | Dorsal | Moto             | Posición |
| ---- | -------------------------- | ---------------- | ------ | ---------------- | -------- |
| 1997 | Hori-Pro Honda with HARC   | Shinichi Itoh    | 33     | Honda RC45       | 1.º      |
| 1998 | Lucky Strike Honda & Iwaki | Shinichi Itoh    | 33     | Honda RC45       | 1.º      |
| 2000 | Team Cabin Honda           | Daijiro Kato     | 4      | Honda VTR1000SPW | 1.º      |
| 2004 | Seven Stars Racing         | Hitoyasu Izutsu  | 7      | Honda CBR1000RRW | 1.º      |
| 2005 | Seven Stars Racing         | Ryuichi Kiyonari | 7      | Honda CBR1000RRW | 1.º      |